# Susumu Tonegawa
Susumu Tonegawa (Nagoya, 6 settembre 1939) è un biologo giapponese, Premio Nobel per la medicina nel 1987.

## Biografia
Laureatosi all'Università di Kyoto, si trasferì negli Stati Uniti per specializzarsi nell'Università statale di San Diego. Divenne ricercatore ed insegnante presso il Center for Cancer Research del Massachusetts Institute of Technology, dove opera tuttora.

## Attività scientifica
I suoi studi nel campo dell'immunologia portarono nel 1976 alla scoperta del meccanismo di rimescolamento genetico del genoma dei linfociti B, utilizzato per la produzione degli anticorpi specifici. 
Per questa scoperta venne insignito del Premio Nobel nel 1987.
Nella fase più recente della sua carriera ha iniziato ad occuparsi anche degli aspetti genetici di ambito neuroscientifico.

## Onorificenze
- Premio Robert Koch, 1986